# الجردة (ذي عفور)

تعديل مصدري - تعديل

الجردة محلة تابعة لقرية ذي عفور، التابعة لعزلة جرانة بمديرية بعدان إحدى مديريات محافظة إب في الجمهورية اليمنية، بلغ تعداد سكانها 73 حسب تعداد اليمن لعام 2004.